# Wilhelm Ljungström
Albert Wilhelm Ljungström, född den 14 juni 1889 i Sparlösa socken, död den 2 mars 1948 i Härlunda socken, Västergötland, var en svensk författare och journalist. Signatur: Rinaldo; Stig Benningsson.

## Biografi
Wilhelm Ljungström var son till folkskolläraren Albert Ljungström och avlade studentexamen 1910. Han var verksam som journalist vid olika tidningar och arbetade även på bokförlag och skrev romaner i den lättare genren. Han var även känd för sina västgötahistorier. För Nordiska förlagsaktiebolaget i Göteborg översatte han verk från tyskan.

### Skönlitteratur
- Inga Alm: en lärarinnas roman. Stockholm: Dahlberg. 1917. Libris 1655298
- Bara en uppasserska: roman. Romanbiblioteket; 8. Stockholm: Dahlberg. 1918. Libris 1655295
- Kärlek gör stark: roman. Dahlbergs romanbibliotek; 77. Stockholm: Dahlberg. 1918. Libris 1655299
- Marianne: roman. Stockholm: Dahlberg. 1918. Libris 1655301
- Den svåra stunden. Dahlbergs romanbibliotek; 87. Stockholm: Dahlberg. 1918. Libris 1655296
- Ulla Järnesköld till Aspö: roman. Dahlbergs romanbibliotek; 61. Stockholm: Dahlberg. 1918. Libris 1655302
- Din nästas hustru: roman. Stockholm: Dahlberg. 1919. Libris 1655297
- Lucie Hjelms vålnad: romantiserad berättelse ur verkligheten. Göteborg: Nord. förl. 1920. Libris 1655300
- I Västergyllen: brokigt och tokigt på vers och prosa. Malmö: Adlon. 1926. Libris 1338946
- Förbrytare: verklighetsskildringar från livet bakom gråa fängelsemurar / av Rinaldo. Skövde. 1934. Libris 3007116
- Lantliga låtar: ur min ungdoms visbok. Götene: Hollandia. 1934. Libris 1348237

### Varia
- Flickor som man ej bör gifta sig med: råd och anvisningar för unga män, som ämna ingå äktenskap / Stig Benningsson. Göteborg: Nordiska förlaget. 1921. Libris 1469965
- Varför blev jag inte gift?: försmådda flickors bekännelser / Stig Benningsson. Göteborg: Nordiska förlaget. 1922. Libris 1469966
- Mina radiohistorier på västgötska. Götene: Hollandia. 1933. Libris 1348238 - 2., tillök. ill. uppl. 109, (1) s. 1933.-2. [!], tillök. o. ill. uppl. 116 s. 1934.-3., tillök. o. ill. uppl. 112 s. 1934. – Även med titeln Mina västgötahistorier i radio.
- Cirkus : boken om manegens djur och människor. Göteborg: Romanförlaget. 1935. Libris 1348236

### Redaktör
- Favoriten: nöjesläsning på lediga stunder. Göteborg: Favoriten. 1922:26-1924:16. Libris 9585057